# Едді Расс
Едвард "Едді" Расс (англ. Edward "Eddie" Russ) ?  1940 — американський ф'южн і джаз—музикант з Детройта, що грає на електропіаніно (Родес-піано), фортепіано і синтезаторах. Музична творчість починається з 1970 року.

## Біографія
Расс зростав у Піттсбургу, наприкінці 1960-х років грав як піаніст і клавішник у в Мічигані з такими музикантами, як Бенні Ґолсон, Сара Вон, Стен Ґетц і Діззі Ґіллеспі.
З початку 1970-х він працював з Сонні Стіттом  («Tornado», 1974) і його ансамблем The Mixed Bag, з яким 1974-го записав соул-джазовий альбом Fresh Out.
Під псевдонімом «Gaff Dunsun» записувався також на студії Tribe. У 1976 році на студії United Sound Studios (Детройт) записав альбом See The Light у стилі популярної і фанк-музики того періоду. У 1980-х і 1990-х роках працював з Бобом Кейсом і Шоном Воллесом. З 1974 по 1994 рік взяв участь у десяти сесіях запису з Томом Лордом.
На стиль музиканта вплинули такі виконавці, як Гербі Генкок і Лонні Лістон Сміт.

## Вибрані твори
- Take a Look at Yourself (Monument, 1978)
- Live at Blue Lake, Vol. 2 (1995)